# Magnetsvævebane
En magnetsvævebane, magnettog er et system til transport, der anvender en magnetisk teknologi til at drive køretøjet frem, frem for mekaniske metoder, såsom hjul, aksler og lejer.
En magnetsvævebane anvender magnetisk levitation (maglev). En magnetsvævebane er et transportmiddel, som ved hjælp af elektromagnetisme, svæver over skinnerne. Der bruges både magneter til at skabe magnetfeltet, men også til fremdrift. 
Denne teknologi er meget miljøvenlig, da den udelukkende vil kunne være baseret på vedvarende energikilder. Samtidig vil magnetfeltet kun være der, hvor toget befinder sig. Det eneste, som forhøjer fartøjets energiforbrug, er luftmodstanden (aerodynamiske modstand). Det står for størstedelen af teknologiens energiforbrug. 
Samtidig betyder det at, når toget svæver ovenpå skinnerne, vil passagererne ikke opleve den samme form for ujævnhed, som man gør i et traditionelt højhastighedstog.
I befolkningen sammenlignes denne teknologi, ofte med en bane, hvor vognene hænger i jernskinner, som det ofte ses i forlystelsesparker. I disse former benyttes udelukkende mekaniske fremdrift, og ikke magnetisme. Nogle typer magnetsvævebane-tog, svæver kun ved høje hastigheder, og bruger derfor hjul i accelerationsfasen. De moderne tog bruger omkring fem kilometer, til at nå fra 0-300 km/t.
Den seneste hastighedsrekord, 603 km/t, blev sat 15. april 2015, af det Japanske magnet-tog MLX01.
Magnetsvævebaner er meget dyre at anlægge, men mange fortalere for Maglev-teknologien, siger at når togene svæver over skinnerne, mindsker det slid på skinnenettet, og derfor formindskes udgifterne til vedligeholdelse.
En 600 meter magnetsvævebane var fra 1984 til 1995 i drift mellem Birmingham Airport og jernbanestationen i nærheden.
Der har forsøgsvis været kortere magnetsvævebaner i drift i bl.a. Hamborg, Berlin og Vancouver.

## JR-Maglev
De japanske jernbaner har en 18 km lang teststrækning for magnetsvævetog. Strækningen er placeret, så den kan indgå i en kommende magnetsvævebane mellem Tokyo og Osaka.

## Transrapid
Siemens har en Transrapid-testbane i Emsland i Tyskland. Anlægget er i øjeblikket lukket efter en ulykke med 23 dødsofre den 22. september 2006. En projekteret Transrapid-bane mellem Hamborg og Berlin blev i 2000 opgivet til fordel for konventionelt højhastighedstog pga. omkostningerne og i marts 2008 standsedes projektet om en ca. 37 km lang strækning fra München til lufthavnen – også på grund af omkostningerne. 
Transrapid-banen mellem en metrostation i det centrale Shanghai og Pudong International Airport blev indviet i 2004 og er den første længere magnetsvævebane, der er åben for publikum i almindelig drift. Den nuværende bane er kun 30,5 km lang men der er planer om at forlænge den til den anden lufthavn i Shanghai, Hongqiao Airport, samt en bane til Hangzhou hvorved banen i alt vil blive på 169,725 km.